# 錦小路頼孝

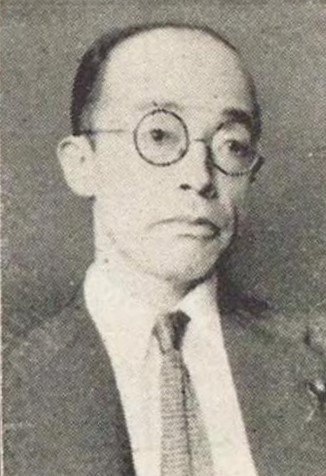
錦小路頼孝

錦小路 頼孝（にしきこうじ / にしきのこうじ よりたか、1903年〈明治36年〉2月19日 - 1950年〈昭和25年〉6月13日）は、昭和期の教員、政治家、華族。貴族院子爵議員。幼名・在孝。

## 経歴
子爵・唐橋在正の五男として生まれる。叔父、子爵・錦小路在明の死去に伴い、その家督を継承して頼孝と改名し、1912年（明治45年）6月10日に子爵を襲爵した。
1927年（昭和2年）東京帝国大学文学部を卒業した。1928年（昭和3年）東京府立園芸学校教諭に就任。その他、逓信省委員、運輸通信省委員、歌会始講頌などを務めた。
1939年（昭和14年）7月10日、貴族院子爵議員に選出され、研究会に所属して活動し1947年（昭和22年）5月2日の貴族院廃止まで1期在任した。

## 親族
- 妻：昊子（ひろこ、油小路隆元二女）[1]
- 長男：頼昭[1]